# The Sims 4: For Rent
The Sims 4: For Rent petnaesti je paket proširenja za igru The Sims 4. Paket je objavljen 7. prosinca 2023. na svim platformama. For Rent uključuje stambene kuće za najam. Simsi mogu postati vlasnici nekretnina i iznajmljivati svoje stanove drugim Simovima. 
Paket ponovno uvodi plivanje u oceanu, uz druge vodene aktivnosti u Tomarangu, novom svijetu inspiriranom jugoistočnom Azijom.

## Dodaci

### Novi objekti
- Klima uređaj
- Poslužavnik za pića
- Kuhalo za vodu
- Ležaljka
- Školica (igra)
- Klikeri
- Mini-hladnjak
- Express lonac
- Radijatori
- Bojler

### Novi lotovi zadaci
- Najam nekretnine

### Novi događaji
- Zabava na bazenu
- Zajednički ručak

### Nove osobine
- Zabadalo
- Velikodušan/na
- Cringe
- Dijete sela
- Mudrac (Stariji)

### Novi posao
- Majstor/ica

### Nove težnje
- Tragač tajni
- Vlasnik nekretnine s pet zvjezdica
- Profinjeni stanar

### Novi tip smrti
- Smrt od plijesni

### Novi izazovi
- Plijesan
- Problemi s održavanjem nekretnine

### Nove interakcije
- Špijuniranje
- Provaljivanje

### Druge nove značajke
- Izgradivi stanovi
- NPC istrebljivači
- Tajne